# FCU ALn 776
Die ALn 776 der Ferrovia Centrale Umbra (FCU) sind leichte Dieseltriebwagen, die ab Mitte der 1980er Jahre gebaut wurden. Einige Fahrzeuge sind auch bei der Ferrovia Sangritana (FAS), den Ferrovie Nord Milano (FNM) und SeaTrain im Einsatz. Die Triebwagen wurden in zwei Serien gebaut, wobei Wagen mit einem Führerstand und solche mit zwei Führerständen entstanden.

## Technik
Die ALn 776 sind eine modernisierte Variante der ALn 663 mit stärkeren Motoren. Jeder der beiden unterflur angeordneten Motoren treibt mit einer hydraulischen Kraftübertragung die innere Achse des daneben angeordneten Drehgestells an.
Weil die Triebwagen im Gegensatz zu den ALn 663 kein Gepäckabteil haben und nur Sitzplätze zweiter Klasse anbieten, stieg die Anzahl Sitzplätze von 63 in den Triebwagen der FS auf 76 in den ALn 776. Die Sitze sind in neun Gruppen zu zweimal vier Plätzen angeordnet. Weitere vier Plätze befinden sich in der halben Sitzgruppe gegenüber dem WC. Die Abteile mit den Sitzplätze sind vor und hinter dem Vorraum mit den Einsteigetüren angeordnet, der sich in der Mitte des Fahrzeugs befindet.